# KL Весов
KL Весов (лат. KL Librae), HD 130484 — одиночная переменная звезда в созвездии Весов на расстоянии приблизительно 1370 световых лет (около 420 парсеков) от Солнца. Видимая звёздная величина звезды — от +8,81m до +8,71m.

## Характеристики
KL Весов — белая пульсирующая переменная звезда типа Дельты Щита (DSCTC) спектрального класса A9V.